# Limnophora conica
Limnophora conica är en tvåvingeart som beskrevs av Stein 1915. Limnophora conica ingår i släktet Limnophora och familjen husflugor. Inga underarter finns listade i Catalogue of Life.